# Торторелла, Нико
Нико Торторелла (англ. Nico Tortorella; род. 30 июля 1988) — американский актёр.

## Биография
Торторелла является уроженцем Уиллметта, Иллинойс и выпускником школы New Trier High. Он имеет итальянские корни.
Он снялся в роли супермодели Коула Шеферда в драме канала The CW «Прекрасная жизнь». Был приглашённым актёром в первых трёх эпизодах драмы «Добиться или сломаться» в роли Рейзора. Он сыграл эту роль в январе 2010 года.
Сыграл небольшую роль Тобиаса в фильме 2010 года Джоэля Шумахера «Двенадцать».
В июне 2010 года сыграл роль Тревора в слэшере фильма «Крик 4».

## Личная жизнь
Торторелла — бисексуал и гендерфлюид. При обращении он использует местоимения «они/их».
9 марта 2018 года он сочетался браком со своей партнёршей Бетани Си Майерс после одиннадцати лет отношений. Торторелла и Майерс состоят в полиаморном браке.

## Фильмография
| Год       |    | Русское название                   | Оригинальное название          | Роль            |
| --------- | -- | ---------------------------------- | ------------------------------ | --------------- |
| 2009      | с  | Красивая жизнь                     | The Beautiful Life: TBL        | Коул Шепард     |
| 2009—2010 | с  | Добиться или сломаться             | Make It or Break It            | Рейзор          |
| 2010      | ф  | Двенадцать                         | Twelve                         | Тобиас          |
| 2011      | ф  | Крик 4                             | Scream 4                       | Тревор Шелдон   |
| 2011      | ф  | Что скрывает ложь                  | Trespass                       | Джейк           |
| 2013      | ф  | Странный Томас                     | Odd Thomas                     | Саймон Варнер   |
| 2013      | с  | Последователи                      | The Following                  | Джейкоб Уэллс   |
| 2014      | ф  | —                                  | Hunter&Game                    | Карсон Лоу      |
| 2015      | с  | Приманка                           | Eye Candy                      | Томми Каллиган  |
| 2015—2021 | с  | Юная                               | Younger                        | Джош            |
| 2016      | тф | —                                  | Mamma Dallas                   | Джесси          |
| 2017      | тф | —                                  | Menendez: Blood Brothers       | Лайл Менендес   |
| 2019      | ф  | —                                  | Fluidity                       | Мэтт            |
| 2020—2021 | с  | Ходячие мертвецы: Мир за пределами | The Walking Dead: World Beyond | Феликс Карлуччи |